# Sasha Sokol
Sasha Sökol Cuillery (Ciudad de México, 17 de junio de 1970), conocida durante su infancia y adolescencia como Sasha y, a partir de 1997, como Sasha Sökol, es una cantante, actriz y compositora mexicana. Comenzó su carrera en el mundo artístico como integrante de la banda musical Timbiriche.

## Biografía
Sasha Sökol nació en 1970, hija de Miguel "Happy" Sökol Garcia (de ascendencia húngara y mexicana) y de la francesa Magdalena Cuillery. Sus padres se divorciaron cuando era niña. Su madre después contrajo matrimonio con Fernando Díez Barroso, un ejecutivo de Televisa, que crio a Sasha como su propia hija y, por lo cual, ella adoptó sus apellidos; no obstante, es conocida por su apellido paterno, Sökol. Tiene además un hermano, Michel, y dos hermanas, Ximena y Alejandra.
En 1975, grabó una película llamada Buscando mi infancia, la cual solamente fue una tesis. También grabó varios y diferentes comerciales para la marca Barcel. Inició su carrera musical en 1980, formando parte de la cadena televisiva mexicana Televisa.
Sasha estudió actuación durante un año, bajo la tutela de Uta Hagen.

## Carrera musical

### Con agrupaciones

#### 1981-2019: Con Timbiriche

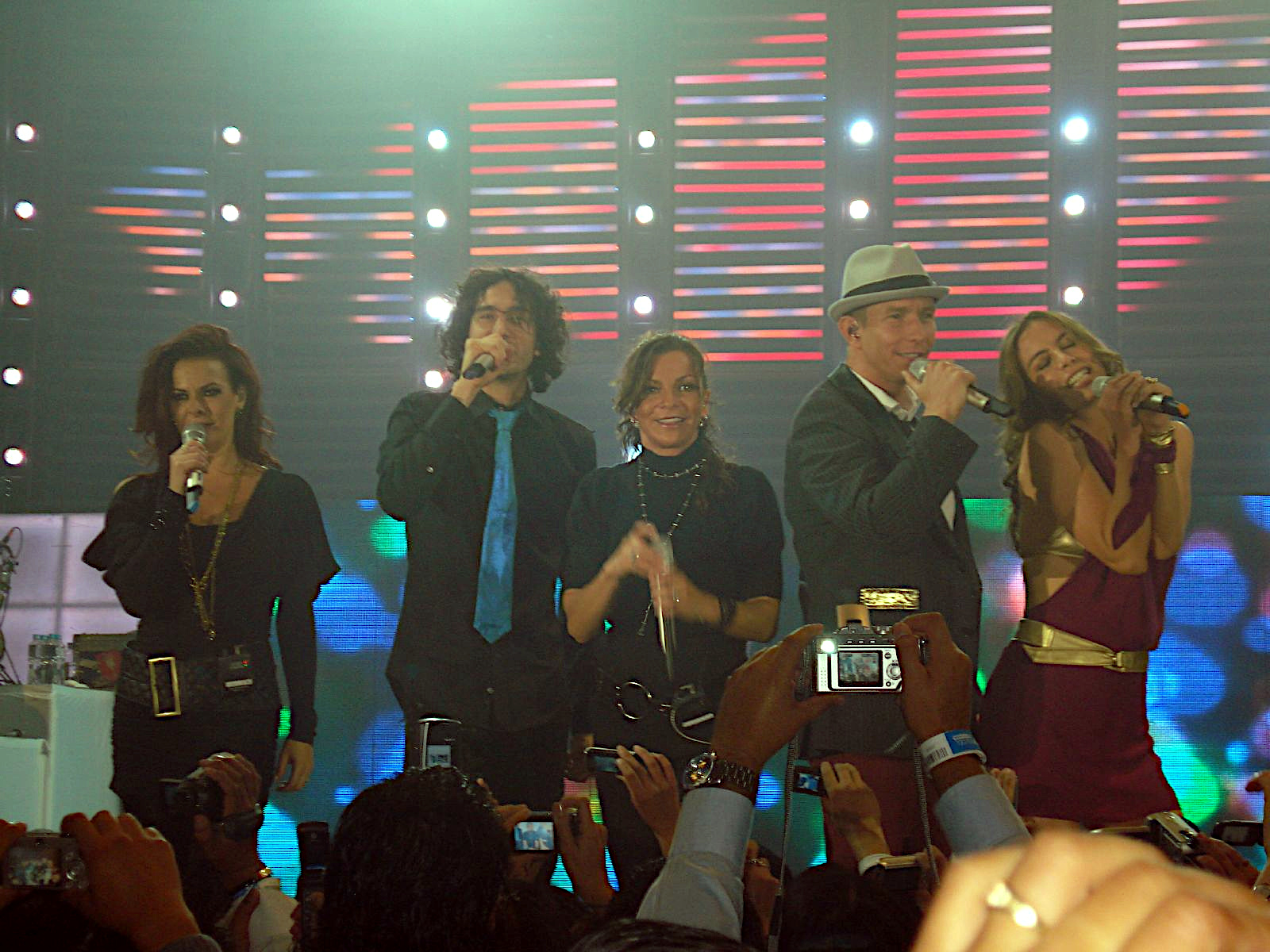
Miembros de Timbiriche durante su gira musical de 2007. De izquierda a derecha: Alix Bauer, Benny Ibarra, Mariana Garza, Erik Rubín y Sasha Sökol.

Entre 1980 y 1981, audiciona y se incorpora al Centro de Educación Artística de Televisa, bajo la tutela de Martha Zavaleta. Durante su formación, interpretó a un personaje en la obra de teatro Las maravillas de crecer, siendo sustituta de varias de las integrantes de la formación infantil. Compartió créditos dentro del grupo con los cantantes Paulina Rubio, Benny Ibarra, Alix Bauer, Diego Schoening y Mariana Garza. Un año después, ingresó Erik Rubín, quien ingresó un año pero se le considera uno de los miembros originales. Pocos meses después, tras la salida de Benny, ingresa Eduardo Capetillo, en noviembre de 1985.[cita requerida]
Dentro del grupo, Sökol grabó siete álbumes en total: Timbiriche, La Banda Timbiriche, La Banda Timbiriche en concierto, Timbiriche, Disco Ruido, Que no acabe Navidad (edición especial), Vaselina con Timbiriche, Timbiriche Rock Show y una participación en el álbum especial Los clásicos de Timbiriche (1988). Con Timbiriche cosechó éxitos tales como «La vida es mejor cantando», «Noches de verano», «Hoy tengo que decirte papá», «México», «Corro, vuelo, me acelero», entre otros, que marcaron la primera etapa musical de la banda. También, dentro del grupo, interpretó al papel de Sandy Dee en la obra de teatro Vaselina.
En septiembre de 1986, rumbo a Boston, decide salir de la agrupación para tomar clases de canto y actuación. El lugar de Sasha, fue ocupado por Thalía.[cita requerida]
En el 2007, se reúnen una vez más para celebrar los 25 años de la banda con una gira, tres discos y un documental realizado por Carlos Marcovich. En 2017, el grupo celebró 35 años de su fundación.

#### 2012-2015: Con Sasha, Benny y Erik
En junio, se anuncia que Sasha, Benny Ibarra y Erik Rubin, exintegrantes de Timbiriche, son invitados por Sony Music Group para producir un disco bajo el formato Primera Fila, titulado Primera Fila: Sasha, Benny, Erik. El 29 de junio, se graba el disco, en un concierto íntimo frente a 600 personas. De este proyecto, el 20 de octubre de 2012, inició la gira con la que Sasha, Benny y Erik lanzaron como banda cuatro álbumes Primera fila: Sasha, Benny y Erik, En vivo desde el Auditorio Nacional, Vuelta al sol y Entre amigos. La banda se separó en 2016 con una gira de despedida, que finalizó el 31 de diciembre de 2016. El 9 de junio de 2017, Thalía estrena una de sus canciones, llamada «Junto a ti», donde Sasha, Benny y Erik se reúnen nuevamente.
Tras cuatro años de girar como concepto, Sasha, Benny y Erik anunciaron el final del ciclo como trío. Tras los conciertos del mes de noviembre de 2015, se editó el álbum Entre amigos, con el que se cierra en definitiva esta etapa. La gira Entre Amigos inició en mayo con presentaciones de despedida en varias ciudades de México y de Guatemala.

### Como solista

#### 1987-1996: Primeros álbumes como solista
A mediados de 1987, regresó a México para publicar su primer álbum como solista, Sasha, presentado el 4 de noviembre de ese año y producido por Fernando Riba, Kiko Campos y Raúl González Biestro. De este primer álbum, el sencillo debut es «No me extraña nada». A este le siguió como segundo sencillo «Rueda mi mente». De este disco, también suenan «La leyenda», «Guerra total», y «Alborada».[cita requerida]
En 1988, grabó el sencillo «Diamante», que aparecería en un maxisencillo bajo el mismo nombre, que incluyó tres temas más: «Lucha de gigantes» de Nacha Pop, «Dinosaurios» de Charly García y una versión extendida de «Rueda mi mente».
En 1989, nuevamente bajo la producción de Riba, Campos y González Biestro, se lanzó el álbum Trampas de luz, del cual el primer sencillo: «Algo de mí (Un nuevo modo de dos)». A este, siguieron temas como «Olvídalo», «Muévete a mi alrededor», «Amante sin amor», «A veces», «Mitad de mi» y «Trampas de luz».
Durante el verano de ese mismo año, participó en lanzamiento del disco Nos vamos de vacaciones, junto a otros cantantes solistas entre quienes destacan Alix Bauer (su compañera en Timbiriche), Charlie Massó (ex Menudo) y Alejandra Guzmán; en este proyecto, ella interpretó el sencillo «Detrás del amor», una composición de Don Matamoros.
En 1990, abandona el proyecto Tres generaciones para iniciar la producción de su tercer disco.[cita requerida]
Ese mismo año, lanza su tercer álbum, producido por Mariano Pérez, titulado Sasha. El álbum incluyó 11 temas; los sencillos fueron «Siento», «Corriendo peligro», «Tengo miedo», «Cartas», «Justo en el momento» y «Todos mis caminos van a ti», a dueto con Ricky Martin.
En 1992, lanzó su cuarto álbum, también producido por Fernando Riba y Kiko Campos, titulado Sasha, conocido por sus seguidores como Amor sin tiempo, dado que la disquera lo reeditó con ese título, mientras que la misma Sasha lo nombra Número uno. El primer corte de este disco fue «Número uno» e incluye también los sencillos «Dímelo» (que años después fue grabado por el cantante Manuel Mijares) y «Pica y repica»; así como otros temas entre los que destacan «Me ganaste bien», «Todo o nada» y «No te vale», entre otros. [cita requerida]
En 1993, continuó con la promoción de Amor sin tiempo, con los sencillos «Amor sin tiempo» y «Piénsame sola» durante algunos meses, y se presentó en programas especiales de Televisa, en palenques y en conciertos. Asimismo, le ofrecieron participar en una nueva serie juvenil, la cual no prosperó y quedó en proyecto. En agosto del mismo año, desapareció del medio artístico.

#### 1997-2003:11:11
En 1997, adopta su apellido Sökol y presenta su quinto disco: 11:11, del cual de desprende el primer corte «Serás el aire». Este disco fue producido por Mildred Villafañe y la misma Sasha. 11:11 refleja un sonido pop con matices alternativos, con la participación de artistas como Julieta Venegas, Jorge Reyes, Juan Pablo Manzanero y Nacho Mañó, entre otros. El álbum incluye cortes como «Ya no te extraño", «Me faltas tú», «En la ciudad» y «Penélope», entre otros. En 1998, realizó la gira musical 11:11 Acústico, recorriendo algunas plazas en México, entre ellas la Plaza Coyoacán y una gira por universidades privadas.[cita requerida]
En el 2004, grabó su sexto disco en solitario bajo la producción de Mildred Villafañe y Toya Arechabala, con un corte ranchero, titulado Por un amor. Sökol presentó este álbum el 25 de marzo, en el foro de Calle 54, presentada por Miguel Bosé. En octubre, lo presenta en México, en diferentes plazas y escenarios. De este proyecto, suenan los sencillos «El gustito» y «La cucaracha». En el 2005, regresa a España para continuar con la promoción de «Por un amor», y se presenta en diferentes foros importantes. Durante este período, grabó «Ay amor», un dueto con la banda musical Revólver.[cita requerida]
A finales del 2006, grabó el tema «No encuentro un momento pa' olvidar» junto al cantante español Miguel Bosé para el álbum de este, Papito, que salió a la venta en 2007 para festejar los treinta años de carrera del cantautor español.[cita requerida]

#### 2009-2015:Tiempo amarillo

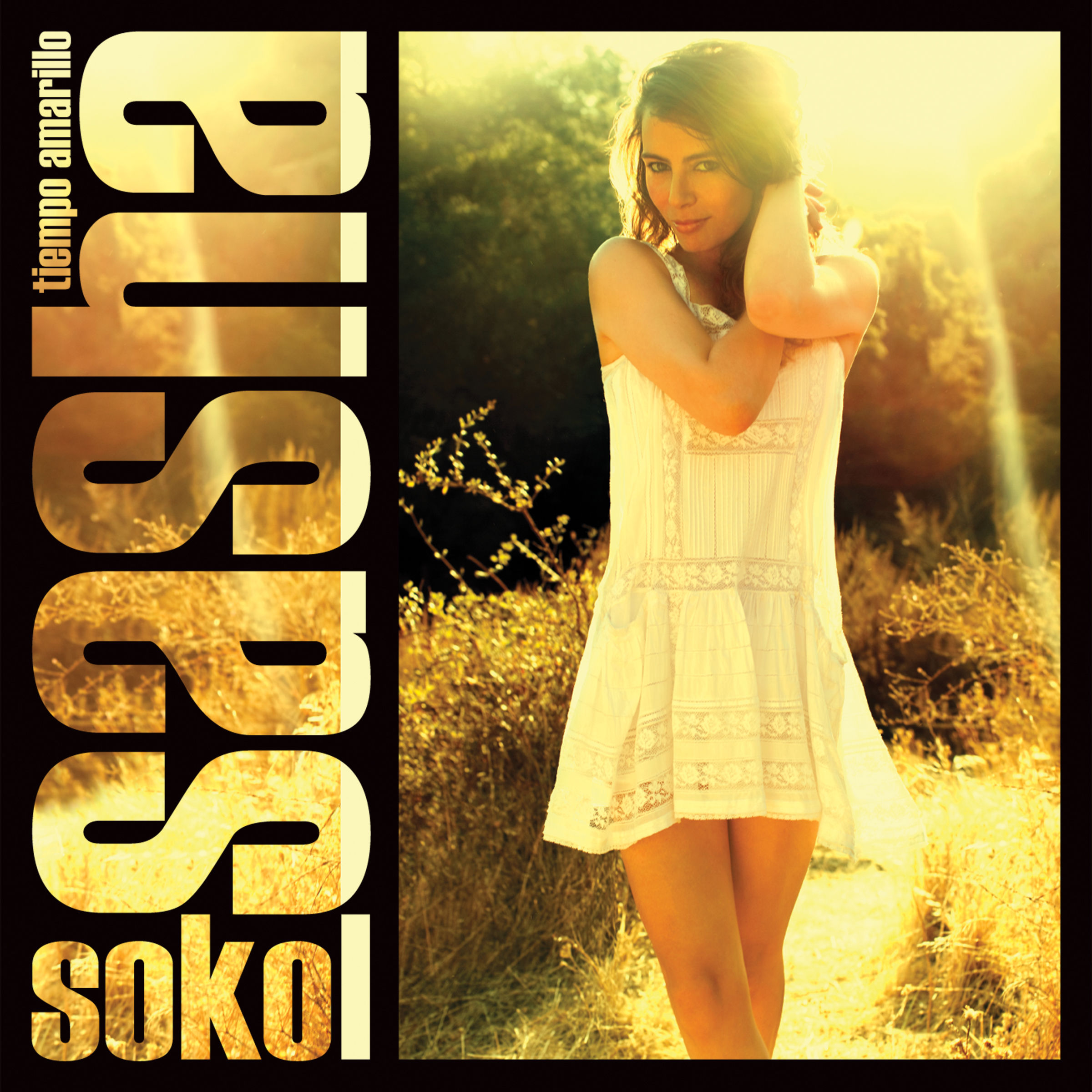

Después de cinco años de ausencia y no grabar como solista, en 2009, se anuncia el lanzamiento del tema «La última vez», de la autoría de Áureo Baqueiro, como primer sencillo de su siguiente disco de estudio, que lleva el título Tiempo Amarillo, que se lanzaría en enero del 2010. El sencillo de lanzamiento se estrenó el lunes cinco de octubre en las radios de México. El día lunes, 5 de octubre de 2009, puso a la venta su primer sencillo «La última vez» en formato digital. El video se lanzó el viernes, 4 de diciembre de 2009, distribuido por Ritmoson Latino, contando con la presencia de Sasha; días después aparece en la portada de la revista Gatopardo, con fotografías de Allan Fis, preparando el terreno para el lanzamiento del disco, que sería unas semanas después.
Se anuncia, a través de las principales páginas de música, el lanzamiento del disco para el 27 de enero de 2010, tanto en formato CD como en digital. Se pone a votación la elección del segundo sencillo entre «Dulce veneno» y «Luna de París» Como tercer sencillo, se anunció que, a partir del 2 de agosto, «Dulce veneno» serviría para continuar con la promoción del álbum. A este le sigue el sencillo «Agua», que se apoya con un nuevo video musical. El 22 de octubre de 2010 arrancó la gira Tiempo Amarillo, con la que se presentó en el Auditorio Banamex de Monterrey y en el Teatro Metropólitan de la Ciudad de México, y en el Festival Cultural Zacatecas.

#### 2016-presente: Nuevos proyectos
En mayo, se anunció su participación con Miguel Bosé en la grabación del tema «Como un lobo» para el álbum MTV:Unplugged del intérprete español. En el 2015, informó que desde septiembre iniciaría la preproducción de su siguiente disco en solitario. Para este proyecto, contaría con las colaboraciones de artistas como Siddhartha, Leonel García y Adan Jodorowsky, entre otros.
Tras nueve años desde su último proyecto como solista, Sasha lanza el 11 de noviembre de 2019 el primer sencillo de su nueva producción, titulado «Luna tras luna», producido por Adan Jodorowsky. Como siguiente sencillo a promocionar, lanza el 21 de diciembre de 2019 «Despertar», producido por el cantautor Siddhartha. El día 11 de noviembre del 2020 lanzó el álbum Yo Soy completando las canciones que fue develando mes tras mes durante un año.

## Actuación
En 1988, actuó en la serie mexicana Tres Generaciones, junto a las actrices Angélica María y Carmen Montejo, personificando a Andrea (la nieta). En 1991, formó parte del grupo Muñecos de Papel, junto a Ricky Martin, Bibi Gaytán, Erik Rubín, Angélica Rivera, Marisa de Lille y Pedro Fernández, mismo que surge a raíz de la telenovela Alcanzar una Estrella II, lo que incluyó una gira musical por México y otros países de América Latina, donde la serie gozó de gran éxito. En 1992, participó en el largometraje Ámbar, junto a Héctor Bonilla.
El año 1995 marca su regreso a la pantalla chica, protagonizando la telenovela El premio mayor, producida por Emilio Larrosa, al lado de Laura León, Sergio Goyri, Carlos Bonavides, Rodrigo Vidal y Lorena Herrera, entre otros, en la que da vida a la sufrida huérfana Rosario Domínguez. Sin embargo, al igual que Goyri y Herrera, abandonaría la novela a mitad de la historia. Además, alternó la serie con participaciones para diferentes publicaciones, retomando la faceta de modelo, capturada por la lente de fotógrafos como Alan Fis, Carlos Somonte y Pancho Gilardi, entre otros.
En 1998, participó en el cortometraje Sin ton ni sonia. En 1999, al finalizar la gira de conciertos con Timbiriche, firmó para TV Azteca y participó en la telenovela La vida en el espejo, compartiendo escenas con figuras como Gonzalo Vega y Rebecca Jones, entre otros. La novela se convirtió en un éxito en México.
Al finalizar, Sasha decidió mudarse a Nueva York para estudiar y realizar obras de teatro estudiantiles con el grupo de Uta Hagen. Al año siguiente, regresó temporalmente a México, para participar como la narradora de la ópera La flauta mágica, de Wolfgang Amadeus Mozart, en Bellas Artes.[cita requerida]
Fue invitada para actuar en Grito a cielo con todo mi corazón, de Ximena Escalante, bajo la dirección de Lorena Maza, que en 2014 hicieron Ludwika Paleta y Daniela Schmidt en México, para luego representarla en Francia.

## Imagen pública y otros proyectos
En 1988 fue conocida como "La dama de negro" por su elegancia y modo de vestir. Ese mismo año, se publicó el primer ejemplar de la revista Eres, la más importante en México a finales de la década de 1980, donde compartió la portada con Luis Miguel y con quien se le relacionaría sentimentalmente. Además presenta la línea de joyería "Diamante: un instante", producida por su madre, Magdalena Cuillery, para la cual ella fue la imagen promocional.[cita requerida]
Para 2001, se convirtió en una de las conductoras del programa Cultura en Línea (2001-2002) de Canal 22 en México, alternando su residencia con Nueva York. En el 2003, participa activamente con Greenpeace, en eventos del Día de la Tierra, y graba un spot de concientización social. En el 2005, tras el período de promoción del álbum, participó y resultó ganadora en la cuarta edición mexicana del reality show Big Brother VIP, donde participaron otros 21 personajes de la televisión mexicana, y regresó a la empresa Televisa.[cita requerida]
El 3 de abril de 2011, Sasha es encargada de conducir la segunda temporada del reality show cultural Ópera Prima en Movimiento, el cual pretende apoyar el talento en la danza clásica. En el 2012, conduce por última vez el programa Ópera Prima, el Colectivo para Canal 22. Tras anunciar el final del ciclo SBE en 2015, anunció su participación como narradora de la serie NatGeo Wild: Manglares del Mundo Maya.

## Problemas de salud
A principios de 1994, reapareció en el mundo artístico en México, revelando los motivos de su ausencia: su adicción a la cocaína y sus problemas alimenticios, por lo cual se internó, en los últimos meses de 1993, en una clínica especializada en los Estados Unidos.[cita requerida] Esto se reveló cuando apareció en la portada de la revista "Eres", al lado de su amigo y padrino artístico Miguel Bosé. Durante este año, se dedicó a recuperar la salud, y regresó finalmente a finales de ese año, participando en proyectos especiales de Navidad.

## Víctima de estupro
El martes, 8 de marzo de 2022, Sasha Sökol reveló, en su cuenta de Twitter, que las declaraciones de Luis de Llano Macedo al ser entrevistado el domingo, 6 de marzo, por Yordi Rosado, no reflejaban lo que ocurrió. En su declaración señala que tuvieron una relación de pareja en 1984, cuando él tenía 39 años y ella 14. La relación tuvo una duración aproximada de 4 años. Esto es un delito señalado por el Código Penal Federal que se conoce como estupro. Las declaraciones reabrieron el debate sobre el abuso de poder, el abuso sexual, estupro, misoginia y violencia de género que viven quienes trabajan o han trabajado en el mundo artístico, sobre todo en las televisoras privadas mexicanas. En respuesta y también en Twitter, la Fiscalía General de Justicia de la Ciudad de México ofreció a Sasha Soköl asesoría jurídica.
Sasha, en declaraciones a la prensa, invitó a "levantar la voz" porque "el riesgo de sufrir más violencia y la impunidad, invitan al silencio", y consideró que entre más mujeres hablen de sus experiencias de violencia, "serán menos los abusadores que puedan esconderse en el silencio de unas, para lastimar a otras"..
En 2022, el mismo año en que se pronunció al respecto de la situación, la cantante demandó a De Llano por la vía civil, por daño moral, por violencia sexual y violación a su vida privada.

## Discografía

### Como solista
| Álbumes de estudio - 1987: Sasha - 1989: Trampas de luz - 1991: Siento - 1992: Sasha - 1997: 11:11 - 2004: Por un amor - 2010: Tiempo amarillo - 2020: Yo soy EP - 1988: Diamante | Álbumes recopilatorios - 1990: La colección - 1991: Sus éxitos - 1994: Personalidad - 1995: No me extraña nada: Línea de oro - 1997: Cara a cara - 2002: Lo mejor de Sasha - 2004: Solamente Sasha: Sus éxitos - 2006: Combo de éxitos: Somos la historia - 2016: Éxitos DVD - 2005: Legado musical - 2006: Combo de éxitos: Somos la historia |

### Con Sasha, Benny, Erik
Álbumes de estudio
- 2014: Vuelta al sol

Álbumes en vivo
- 2012: Primera fila
- 2013: En vivo desde el Auditorio Nacional
- 2016: Entre amigos

## Filmografía

#### Teatro
| Año  | Teatro                           | Notas                                                        | Ref.   |
| ---- | -------------------------------- | ------------------------------------------------------------ | ------ |
| 1981 | Las Maravillas de Crecer         |                                                              |        |
| 1984 | Vaselina con Timbiriche (Grease) | Sandy Dee. En los Televiteatros (Hoy Centro Cultural Telmex) |        |
| 2000 | La Flauta Mágica                 | Bellas Artes, Ciudad de México, Narradora                    |        |
| 2001 | Yerma                            | Nueva York                                                   |        |
| 2001 | Bodas De Sangre                  | Nueva York                                                   |        |
| 2001 | La casa de Bernarda Alba         | Nueva York, como Angustias                                   |        |
| 2002 | La Gala Wagner                   | Bellas Artes, Ciudad de México, Narradora                    |        |
| 2003 | Lísístrata                       |                                                              | [ 33 ] |

### Cine
| Año  | Teatro               | Notas                    | Ref.   |
| ---- | -------------------- | ------------------------ | ------ |
| 1975 | Buscando mi Infancia | Cortometraje             |        |
| 1992 | Ámbar                | como Angélica            | [ 22 ] |
| 1998 | Sin ton ni sonia     | Cortometraje             | [ 24 ] |
| 2008 | La Misma Piedra      | Documental Timbiriche 25 | [ 34 ] |

### Programas de televisión
| Año       | Televisión                            | Notas                                                      | Ref.   |
| --------- | ------------------------------------- | ---------------------------------------------------------- | ------ |
| 1987-1989 | Tres Generaciones                     | como Andrea                                                |        |
| 2002      | Lo que callamos las mujeres           | Ana Jiménez (TV Azteca)                                    |        |
| 2001-2002 | Cultura En Línea                      | como conductora                                            |        |
| 2005      | Big Brother VIP México                | como concursante                                           |        |
| 2007      | Buscando a Timbiriche: La Nueva Banda | como juez                                                  |        |
| 2011      | Opera Prima en Movimiento             | como conductora                                            | [ 35 ] |
| 2012      | Opera Prima el Colectivo              | como conductora                                            |        |
| 2012      | Opera Prima La Banda                  | como conductora                                            | [ 36 ] |
| 2012      | Revolución Forestal                   | como conductora, documental de Greenpeace y NatGeo Channel | [ 37 ] |

### Telenovelas
| Año  | Telenovelas              | Notas                        | Ref.   |
| ---- | ------------------------ | ---------------------------- | ------ |
| 1991 | Alcanzar una estrella II | como Jessica Lascurain Conti | [ 21 ] |
| 1995 | El premio mayor          | como Rosario Domínguez       | [ 23 ] |
| 1999 | La vida en el espejo     | como Gabriela Muñoz          | [ 25 ] |
| 2002 | El país de las mujeres   | como Ana Romero              | [ 38 ] |